# Nick Holmes (aktor)
Nicholas W. Holmes, lepiej znany jako Nick Holmes (ur. 14 sierpnia 1981 w Dodge City, w stanie Kansas) – amerykański aktor telewizyjny i filmowy. 
Odniósł sukces jako aktor teatralny jako dziecko. Przeniósł się do Los Angeles, aby rozpocząć karierę na ekranie i początkowo znalazł pracę w reklamie. W serialu The WB Kochane kłopoty (Gilmore Girls, 2004-2006) zagrał postać Roberta Grimaldiego. Znalazł się w obsadzie filmu Strażnicy Galaktyki (Guardians of the Galaxy, 2014) z udziałem Chrisa Pratta, Vina Diesela i Bradleya Coopera.
Związany był z aktorką Virginią Madsen (2011).